# Cesare Ruperto
Cesare Ruperto (Filadelfia, 28 maggio 1925) è un giurista e magistrato italiano, presidente della Corte costituzionale dal 5 gennaio 2001 al 2 dicembre 2002.

## Attività accademica
Consegue la laurea in giurisprudenza con lode il 22 luglio 1948, presso l'Università "La Sapienza" di Roma, discutendo una tesi in diritto privato, poi pubblicata in sintesi sulla Rivista di diritto commerciale col titolo «La successione universale tra vivi». Nell'ottobre 1948 viene chiamato alle cattedre di Istituzioni di diritto privato e di Diritto agrario, tenute dal relatore della sua tesi, il prof. Maroi, e inserito nel ruolo degli assistenti volontari.
Svolge il suo compito per due anni a tempo pieno, aiutando nell'attività didattica il titolare di cattedra; regge la redazione del Dizionario pratico di diritto privato, di cui scrive anche molte voci; cura la nona edizione delle Istituzioni di diritto privato, di De Ruggiero e Maroi, purgandone definitivamente il testo dalle incongruenze residuate dopo la pur attenta conformazione al nuovo codice civile, da parte del Maroi, di un manuale scritto dal De Ruggiero, vigente il codice civile del 1865.
Nel 1950 entra in Magistratura ma continua, parallelamente, l'attività di assistentato presso la stessa cattedra di Istituzionei di diritto privato, passata al prof. Rosario Nicolò, dimettendosi soltanto a seguito dei moti studenteschi del 1968. Negli anni ottanta viene chiamato dalla Facoltà di Giurisprudenza dell'Università di Firenze, dove insegna, quale professore a contratto, per due anni presso la cattedra di Diritto civile e per un anno presso la cattedra di Istituzioni di diritto privato, cessando, poi, perché viene nominato presidente di sezione presso la Corte di cassazione.

## Attività giurisdizionale
Entrato in Magistratura nel 1950, viene assegnato come uditore giudiziario al Tribunale di Roma, dove prende possesso nell'ottobre. Dopo un lungo uditorato, inizia l'esercizio delle funzioni di giudice nel gennaio 1952 presso il Tribunale di Genova, passando poi alla Pretura unificata della stessa città, dove svolge attività penale prima e civile poi, anche come giudice tutelare. In quest'ultima veste, partecipa al concorso fra i giudici del distretto per una monografia inedita sulla riforma del diritto minorile, e vince il Premio "Attilio Odero 1954".
Nel novembre 1954 viene chiamato a dirigere la Pretura mandamentale di Sezze, dove rimane sino all'aprile 1956. A seguito di una vivace polemica col Ministero di grazia e giustizia nella propria qualità di giudice tutelare, viene comandato presso lo stesso Ministero e assegnato all'Ufficio I affari civili, dove si occupa prevalentemente di pareri e progetti di legge.
Nel marzo 1962 viene richiamato in ruolo e destinato al Tribunale di Roma, dove rimane sino all'ottobre 1965, quando, a seguito di concorso per esami, viene assegnato alla Corte d'appello di Roma con funzioni di consigliere. Nel gennaio 1976 viene trasferito alla Corte di cassazione come consigliere.
Nel marzo 1984 ritorna alla Corte d'appello di Roma con funzioni di presidente di sezione e nell'ottobre 1987 viene richiamato in Corte di cassazione come presidente di sezione. È  presidente titolare della sezione lavoro nonché presidente facente funzioni delle sezioni unite civili, quando, il 16 novembre 1993, viene eletto, a primo scrutinio ed a stragrande maggioranza, giudice della Corte costituzionale. Il 2 dicembre successivo presta giuramento al Quirinale.
Il 5 gennaio 2001 viene eletto presidente della Corte con un solo voto di maggioranza perché, in deroga alla prassi abituale, i giudici non seguirono il criterio della mera anzianità e dunque saltarono due giudici più anziani. La sua presidenza piuttosto lunga, così ottenuta, gli consente molte iniziative, alcune delle quali danno particolare visibilità alla Corte, con conseguente maggiore conoscenza di essa da parte del pubblico, ancor più accresciuta dalla distribuzione in tutte le scuole italiane del volumetto Che cos'è la Corte costituzionale, scritto solidalmente da tutti i suoi componenti. L'istituzione, inoltre, subisce una profonda riforma regolamentare, dalla quale, tuttavia, è rimasta ancora una volta fuori la dissenting opinion, pur nella forma "impersonale" caldeggiata dal Presidente. La più clamorosa delle iniziative presidenziali fu peraltro la sostituzione del crocefisso, pendente dalla parete frontale della sala d'udienza, con una Sacra famiglia cinquecentesca di Perin del Vaga, e il suo trasferimento nel riservato studio presidenziale dell'ultimo piano del Palazzo. La polemica suscitata all'interno e all'esterno della Corte, di cui si impadronirono i mass-media, durò piuttosto a lungo, ma lasciando immutata la situazione anche dopo la scadenza del mandato di Ruperto in data 2 dicembre 2002.

## Attività collaterali e successive
Dal 1963 al 1974 Cesare Ruperto dirige i gruppi degli uditori giudiziari che svolgono la pratica nel distretto della Corte d'appello di Roma. Dal 1969 al 1978 (e poi nel 1984), per complessive sedici sessioni, presiede la Commissione d'esami dei giornalisti professionisti, tenendo anche dei corsi di diritto processuale penale presso il Consiglio nazionale, a Roma e a Urbino.
Negli stessi anni presiede anche varie altre commissioni: particolarmente delicata, nel 1975, la presidenza della Commissione elettorale centrale dell'Università "La Sapienza" di Roma per le prime elezioni delle rappresentanze studentesche negli organi collegiali dell'Ateneo, elezioni contrastate duramente dalle forze extraparlamentari dell'epoca. La prudenza e insieme la coraggiosa fermezza con cui affrontò le manifestazioni violente prottrattesi per più di un mese, portando felicemente a termine il suo compito, gli valsero la medaglia d'oro dello "Studium Urbis".
Dal 1976 al 1981 è presidente dell'Unione magistrati italiani: ultimo presidente, perché riesce nella difficile impresa di riunificazione con l'Associazione nazionale magistrati, dalla quale un ventennio prima si era distaccata la stragrande maggioranza dei magistrati d'appello e di cassazione fondando l'Unione delle corti, successivamente aperta a tutti i magistrati col nome appunto di Unione Magistrati italiani.
A più di un triennio dalla cessazione del mandato presso la Consulta, nel giugno del 2006, viene nominato presidente della Corte d'appello federale e, fra l'altro, presiede il collegio giudicante nel maxiprocesso relativo a calciopoli, emettendo nel mese di luglio una rigorosa sentenza di condanna. Nell'ottobre successivo si dimette, per dedicarsi ad altre attività pubbliche e private. Mai dismettendo l'abito professionale acquisito in più di mezzo secolo di attività giurisdizionale, egli si tiene tuttora lontano da ogni militanza politica, partecipando invece, con discrezione ma con entusiasmo giovanile, al dibattito culturale, attraverso conferenze e incontri, presso molte università, con studenti e dottorandi in giurisprudenza o partecipando a convegni giuridici varii. Ma nel contempo svolge attività consultiva (particolarmente per gli organi costituzionali) e una limitata ma efficace attività arbitrale.
Notevole risonanza mediatica ha avuto recentemente l'opera conciliativa spiegata nella controversia fra UniCredit e Italpetroli, che ha tra l'altro portato al trasferimento della Associazione Sportiva Roma, a chiusura di un lungo arbitrato conclusosi nell'ottobre 2011.
Tra le pubblicazioni di Cesare Ruperto (molte in collaborazione con altri giuristi o curate da terzi) si menzionano la raccolta di scritti giuridici Dalla legge al diritto. 1950-2010, il Codice civile annotato e la Giurisprudenza sul codice civile coordinata con la dottrina, in circa quaranta volumi, nella cui prefazione si sottolinea come "connotato saliente dell'intero itinerario" culturale dell'autore "il passaggio dall'idea del diritto come mero prodotto legislativo all'idea del diritto come esperienza valutativa, nella quale si realizzano le sintesi di contenuti e di forma attraverso intermediazioni dei diversi protagonisti, ciascuno secondo il proprio ruolo".

## Opere principali
- Delle imprese commerciali e delle altre imprese soggette a registrazione (artt. 2188-2221 cod. civ.), UTET (1961)
- Delle società (società in generale, società semplice, in nome collettivo e in accomandita semplice (artt. 2247-2324 cod. civ.), UTET (seconda edizione, 1975)
- Prescrizione e decadenza, UTET (seconda edizione, 1985)
- Nuova rassegna sul codice civile, con Vittorio Sgroi, GIUFFRE' (1992)
- Una terra nel cuore. Luoghi, persone e idee care a un presidente della Corte costituzionale, Rubbettino (2004)
- La Costituzione in mezzo a noi, Giuffrè (2005)
- La giurisprudenza sul codice civile coordinata con la dottrina (trentatré volumi, oltre un aggiornamento), con la collaborazione di numerosi giuristi, Giuffrè (2005)
- Le leggi complementari al codice civile, due volumi, con Gabriele Pescatore, GIUFFRE' (settima edizione, 2007)
- Il codice civile annotato, due volumi, con Gabriele Pescatore, GIUFFRE' (quindicesima edizione 2010)
- Dalla legge al diritto. 1950-2010 (a cura e con introduzione di G. Alpa), GIUFFRE' (2010)